# Lucas Vinicius Gonçalves Silva
Lucas Vinicius Gonçalves Silva (født 14. september 1991) er en brasiliansk fodboldspiller.